# Бији Монтињи
Бији Монтињи (фр. Billy-Montigny) насеље је и општина у североисточној Француској у региону Север-Па д Кале, у департману Па де Кале која припада префектури Lens.
По подацима из 2011. године у општини је живело 8.224 становника, а густина насељености је износила 3034,69 становника/km². Општина се простире на површини од 2,71 km². Налази се на средњој надморској висини од 33 метара (максималној 45 m, а минималној 24 m).

## Демографија
| 1962. | 1968.  | 1975. | 1982. | 1990. | 1999. | 2011. |
| ----- | ------ | ----- | ----- | ----- | ----- | ----- |
| 9.510 | 10.077 | 8.834 | 7.682 | 8.126 | 8.396 | 8.224 |

График промене броја становника у току последњих година